# Zielony Most (Petersburg)
Zielony Most (ros. Зелёный мост, Zielonyj most) – most w Petersburgu będący przeprawą przez rzekę Mojkę. Most znany jest także pod nazwą: Most Policji i Most Ludu. Obiekt mostowy ma 39,8 metrów długości i 38,7 metrów szerokości. Jego budowa trwała 2 lata – od 1806 do 1808 roku. Projektantem i wykonawcą był rosyjski architekt i inżynier William Heste, który jest autorem większości mostów zbudowanych na rzece Mojce. Most ten był pierwszym żeliwnym mostem w mieście. Jego nazwa wynika z tego, iż powstał on w miejsce drewnianej przeprawy pomalowanej na kolor zielony, wybudowanej w 1716 roku. W 1842 roku most został poszerzony, ze względu na rosnący w szybkim tempie ruch w mieście. Obiekt był pierwszym mostem w Rosji wyłożonym asfaltem. W latach 1918–1998 most funkcjonował pod nazwą Most Ludu, jednak w 13 stycznia 1998 roku powrócono do oryginalnej nazwy.